# Stade Olympique Cholet
El Stade Olympique Cholet es un equipo de fútbol de Francia que juega en la Régional 3, la octava división de fútbol en el país.

## Historia
Fue fundado el 24 de mayo de 1913 en la ciudad de Cholet en Pays de la Loire con el nombre CO Choletais, obteniendo como primer logro importante el llegar a los octavos de final de la Copa de Francia en el año 1919 y repitiendo el logro en el año 1940.
En 1946 cambia su nombre por el de CA Choletais, pero tres años después lo cambió por su nombre actual.
En la temporada 2014-15, el Cholet realizó una buena actuación en la Copa de Francia de Fútbol. En la séptima ronda eliminaron al Aiglon du Lamentin tras un resultado de 2-0 y eliminando posteriormente al Aurillac Arpajon tras un 3-0 en la octava ronda. El 4 de enero de 2015, se clasificarom para los deciséisavos de final al eliminar al AS Beauvais que, al acabar el partido con empate a cero, se concluyó tras una tanda de penaltis por 5-6 a favor del club choletais. El 21 de enero de 2015 disputaron los dieciséisavos de final, donde acabó su andadura por la Copa de Francia tras ser eliminado por el Stade Brestois 29 tras jugar una prórroga y acabar con un marcador de 1-3 tras los goles de Pape Babacar N'doye por parte del SO Cholet, y de Chahir Belghazouani y por partida doble de Gaëtan Laborde para el Brest.
Al finalizar la temporada 2014-15, el Cholet ascendió al CFA, la primera vez desde la temporada 1993-94, tras una victoria contra el La Roche VF por 1-0 en la penúltima jornada del campeonato.
Tras finalizar la temporada, Christian Sarramagna fue elegido para dirigir al club como entrenador para el curso 2015-2016. Sin embargo, el 3 de enero de 2016 pasó a ser el director deportivo del club, dejando su cargo como entrenador a Nicolas Le Bellec.
En la temporada 2016/17 el club termina de segundo lugar del grupo A de la CFA, con lo que consigue el ascenso al Championnat National por primera vez en su historia debido a que el ganador del grupo (Stade Rennais II) era un equipos filial y estos no pueden jugar a nivel semi-profesional.
El 10 de julio de 2024 se anunció el descenso administrativo del Cholet a la Régional 3, la octava división del fútbol de Francia.

## Palmarés
- Division 4 (1): 1993 (grupo D)
- Championnat de France Amateur 2 (1): 2015 (grupo B).
- Championnat de Division Honneur Atlantique (2): 1968, 2009
- Championnat de Division Honneur Ouest (3): 1945, 1946, 1951

## Jugadores

### Jugadores destacados
| - Raymond Toscanelli - Simon Pouplin - Thierry Cygan - Charles Devineau - Mehdi Leroy | - Jean-Claude Suaudeau - Jean-Louis Reignier - Patrick Rampillon - Mbala Mbuta - Abdelaziz Bennij |

## Entrenadores
- Raymond Toscanelli (1954-1958)
- Paul Dolezar (1977-1978)
- Jean-Pascal Beaufreton (2009-2011)
- Charles Devineau (2011-2014)
- Richard Bouillard (2014-2015)
- Christian Sarramagna (2015)
- Nicolas Le Bellec (2016-)